# Sadlerochit
La rivière Sadlerochit est un cours d'eau d'Alaska, aux États-Unis situé dans le borough de North Slope.

## Description
Longue de 70 milles (113 km), elle prend sa source dans les montagnes Franklin de la chaîne Brooks et coule en direction du nord-est, puis du nord vers la baie Camden à 18 milles (29 km) au sud-ouest de l'Île Barter.
Son nom eskimo a été référencé en 1912 par Leffingwell, il signifie le lieu en dehors des montagnes.

## Sources
- (en) « Sadlerochit », Geographic Names Information System